# Łuk Tyberiusza
Łuk Tyberiusza (łac. Arcus Tiberi) – łuk triumfalny zbudowany na Forum Romanum w Rzymie w 16 roku, upamiętniający odzyskanie insygniów aquila przez Germanika w 15 lub 16 roku. Insygnia te zaginęły w 9 roku po klęsce trzech dowodzonych przez Warusa legionów w Lesie Teutoburskim w bitwie przeciwko Germanom.
Łuk rozciągał się w poprzek ulicy Vicus Jugarius, pomiędzy Świątynią Saturna i Bazyliką Julia. Został poświęcony cesarzowi Tyberiuszowi, ponieważ w okresie cesarstwa triumf przysługiwał jedynie cesarzowi, więc zwycięstwo Germanika było obchodzone jako triumf Tyberiusza. Niewiele wiadomo o pomniku – jest on wzmiankowany w źródłach pisanych, a ponadto został przedstawiony w formie płaskorzeźby na Łuku Konstantyna. Prawdopodobnie był to łuk jednoprzelotowy, tak jak późniejszy Łuk Tytusa, wsparty na dwóch kolumnach w porządku korynckim. Archeolodzy odnaleźli fundamenty łuku, ale nie są one widoczne.